# Деревенко Володимир Миколайович
Володимир Миколайович Деревенко (15 (27) липня 1879 , Бєлцький повіт, Бессарабська губернія  — не раніше 1936 і не пізніше 1939 , Дніпро ) — російський і радянський хірург, доктор медицини, професор, почесний лейб-хірург. Був лікарем спадкоємця російського престолу Цесаревича Олексія.
Добровільно як лікар Загону особливого призначення пішов на заслання царської сім'ї в Тобольськ та Єкатеринбург. Після вбивства царської сім'ї працював у лазаретах Російської та Червоної армій. У 1930 був заарештований «за монархічні погляди». Після відбування покарання працював у медсануправлінні Дніпробуду.

## Біографія

### Навчання
Володимир Миколайович Деревенко народився в сім'ї особистого дворянина «з обер-офіцерських дітей» Миколи Дмитровича Деревенка та кишинівської міщанки Варвари Іванівни Бадимо, дочки однодвірця с. Кішкарени Ясського повіту (зар. Кішкерень у Синжерейському районі Молдови) . Закінчивши 1-у Кишинівську гімназію в 1899 р. вступив на перший курс Імператорської військово-медичної академії. Блискуче закінчив навчання, отримавши диплом лікаря з відзнакою у 1904 році. За успіхи в навчанні ім'я В. М. Деревенка було занесено на мармурову дошку Академії та було удостоєно премії І. Ф. Буша, що присуджувалась щорічно найкращому випускнику.

### Участь у Російсько-японській війні
Рішенням конференції академії В. М. Деревенко був залишений при академії на 3 роки для приготування до професорського звання, але через Російсько-японську війну, що тривала у травні 1904 року, був призваний на дійсну військову службу і отримав призначення молодшим лікарем Керченської фортечної артилерії, одночасно обійнявши посаду завідувача очного та венерологічного відділень Керченського лазарету. Восени 1904 року вибув на театр бойових дій у складі Подільського 55-го піхотного полку. Брав участь у бойових діях, надаючи допомогу пораненим на передовому перев'язному пункті під час важких боїв під Сандепу та Мукденом, під час яких 55-й Подільський полк виявився практично повністю знищений ворогом.

### На науковій роботі
Із 29 березня 1905 року виконував обов'язки помічника 1-го хірургічного відділення Військово-медичної академії, а у травні 1905 року він був призначений ординатором при хірургічній госпітальній клініці академії, якою керував професор С. П. Федоров, що, безсумнівно, можна розглядати як визнання високих професійних якостей В. М. Деревенка.
1908 року В. М. Деревенко захистив дисертацію доктора медицини «До питання про оперативне лікування невралгії трійчастого нерва». Опонентами претендента стали професори С. П. Федоров та С. М. Деліцин, а також приват-доцент М. М. Жуковський. У 1911 був обраний приват-доцентом по кафедрі клінічної хірургії Військово-медичної академії.

### Лейб-лікар
У жовтні 1912 року стався такий інцидент, що вплинув на кар'єру і все подальше життя В. М. Деревенка. Царська сім'я проводила час в імператорському мисливському маєтку Спала у Східній Польщі. Хворий на гемофілію цесаревич Олексій Миколайович, гуляючи в лісі, зазнав травми, що спричинила масивну порожнинну кровотечу, унаслідок чого почався небезпечний запальний процес. Лейб-медик Є. С. Боткін, який супроводжував царську родину, терміново викликав почесного лейб-хірурга професора С. П. Федорова. Однак стан спадкоємця престолу залишався критичним, спільні зусилля лікарів не давали результату. Неможливо оцінити роль останнього в лікуванні хворого в описуваному випадку, але поступово стан хворої дитини покращився. Із цього часу доктор Деревенко увійшов в імператорську фамілію як почесний лейб-хірург, а по суті як особистий лікар Олексія Миколайовича. Крім обслуговування царської родини доктор, Деревенко також став лікарем Імператорського Конвою. Його син Коля, практично ровесник спадкоємця, став його товаришем за іграми.
Перша світова війна
Під час Першої світової війни В. М. Деревенко був одним із організаторів і брав безпосередню участь у повсякденній роботі лазаретів, відкритих за участю царської родини — лазарету в будівлі Палацового шпиталю в Царському Селі та лазарету Великого палацу.
Після Лютневої революції
Після Лютневої революції сім'я зреченого монарха була взята під домашній арешт в Олександрівському палаці Царського Села. Тимчасовий уряд надав право вибору оточенню царської сім'ї залишитися з в'язнями чи залишити їх. Обидва лейб-медики — В. М. Деревенко та Є. С. Боткін — віддали перевагу залишитися з царською сім'єю, незважаючи на ті ускладнення, які міг означати такий вибір. При надсиланні на заслання розпорядженням О. Ф. Керенського було розподілено обов'язки лікарів: доктор Є. С. Боткін був призначений перебувати при царській сім'ї, а професор В. М. Деревенко — лікарем конвою та охорони царської родини, так званого «загону особливого призначення».
1 липня 1917 року В. М. Деревенко був обраний професором медичного факультету новоствореного Тимчасовим урядом Пермського університету. Ймовірно, тому, виїхавши з Царського Села разом із усіма засланцями, Деревенко з дружиною та сином опинився в кінцевому пункті заслання — Тобольську — лише 24 серпня, тоді як решта прибула туди 4 серпня 1917 року. Імовірно, ця затримка була пов'язана з тим, що новообраний професор зупинився по дорозі до Пермі для залагодження формальностей, пов'язаних із обранням на професорську посаду.
У Тобольську сім'ю В. М. Деревенка, як й основну частину почту зреченого монарха, поселили в будинку риботорговця Корнілова, окремо від царської родини. Обом лікарям дозволялося залишати будинок для надання медичної допомоги місцевим жителям, і вони могли вільно пересуватися містом; був дозволений і прийом хворих на дому, записатися на прийом до лікарів міг будь-хто; їхнє листування не піддавалася цензурі, не було особистих оглядів. Це дозволяло В. М. Деревенку вести активну операційну діяльність.
Після приходу до влади більшовиків
Становище засланців та його почту змінилося після приходу більшовиків до влади. 22 квітня 1918 року до Тобольська прибув більшовицький комісар Яковлєв (М'ячин), який оголосив лікарів заарештованими, але внаслідок плутанини під арешт був поміщений лише лікар Є. С. Боткін.
Наприкінці квітня — травні 1918 року царська сім'я та особи, що їх супроводжували, були двома групами перевезені в Єкатеринбург. Професор В. М. Деревенко слідував у супроводі цесаревича Олексія Миколайовича у другій групі та прибув до Єкатеринбурга 23 травня 1918 року.
Єкатеринбурзький період життя В. М. Деревенка є найбільш загадковим та суперечливим в оцінках сучасників. Це, а також те, що він, на відміну від доктора Є. С. Боткіна, що залишився живим при розправі з царською сім'єю та її наближеними, зробило його об'єктом критики монархістів. Однак можливу причину визволення В. М. Деревенка навела у своїх спогадах княгиня Єлена Петрівна: після прибуття до Єкатеринбурга лікар був запрошений для лікування дружини голови Уралоблради О. Г. Бєлобородова. Хворій стало краще як подяка у відповідь було визволення лікаря і дозвіл залишити Єкатеринбург або вільно проживати в ньому. Таким чином, маючи нагоду залишити місто, доктор Деревенко залишився при ув'язнених у «будинок особливого призначення». Перебуваючи у місті і не маючи інших засобів для існування, В. М. Деревенко займався приватною практикою та мав значну клієнтуру.
Останні дні життя царської родини
23 травня 1918 року спадкоємець, приймаючи ванну, зазнав травми коліна і страждав від болю в колінному суглобі. Є. С. Боткін звернувся з проханням допустити до хворого лікаря-хірурга, що було дозволено. В. М. Деревенко відвідував хворого царевича щодня 24, 25 та 26 травня 1918 року. Більш менш регулярні лікарські відвідування тривали весь червень, при цьому він доставляв до будинку свіжі продукти від черниць Ново-Тихвінського монастиря і проводив лікування із застосуванням наркотичних засобів, французького пластиру, фізичних методів коменданта та охоронців будинку Іпатьєва. Відомо, що 6, 13 та 19 червня 1918 року у візиті В. М. Деревенку було відмовлено через розмови напередодні з царицею німецькою мовою.
За деякими свідченнями, у середині червня 1918 року із Деревенком зв'язалися кілька офіцерів, які заявляли наміри визволити царську сім'ю, і отримали від нього приблизний план будинку Іпатьєва, проте більшого сприяння офіцерам доктор Деревенко не надав, оскільки вважав, що за ним встановлено зовнішнє спостереження. Микола II писав 25 червня 1918 року у листі «офіцеру» (провокатор більшовиків): «Наш хірург Д., який приходить до нас щодня о 5 годині вечора, щоб оглянути Бебі, живе в місті, не забудьте про нього. Нам не вдається переговорити з ним наодинці». Остання згадка про візит В. М. Деревенка зустрічається у щоденнику Олександри Федорівни 2 липня 1918 року. М. К. Дітеріхс у книзі «Вбивство царської сім'ї та членів будинку Романових на Уралі» писав, що доктор Деревенко був із візитами в будинку Іпатьєва і пізніше, однак інших підтверджень цьому немає. Можна припустити, що і після 2 липня 1918 року він приходив у встановлений час, але в будинок охороною не допускався.

### У роки громадянської війни
У грудні 1918 року В. М. Деревенко з сім'єю переїхав до зайнятої білими Пермі, і приступив до роботи в хірургічній клініці Пермського університету. При підході до Пермі частин Червоної армії у липні 1919 року разом із частиною викладачів, співробітників і студентів Пермського університету був евакуйований до Томська, де активно оперував у Томському військовому госпіталі, продовжуючи роботу тут і після встановлення у краї радянської влади у грудні 1919 року.
Із січня до серпня 1920 року на посаді приват-доцента Томського університету на кафедрі факультетської хірургічної клініки читав студентам медичного факультету факультативний курс лекцій з урології. До початку навчальних занять 1920 року був повернутий до Пермі та очолив кафедру факультетської хірургічної клініки Пермського університету.

### У радянській країні
У 1923 році був обраний професором та завідувачем кафедри та клінікою загальної хірургії Катеринославського університету. У Дніпропетровську професор Деревенко інтенсивно працював над підсумковою роботою «Посібник із хірургії», що залишилася незавершеною.
Заарештовано 9 січня 1931 року за звинуваченням у спробі збройного повалення Радянської влади та участі в таємній контрреволюційній організації Союзу визволення Росії (організацію було засекречено) (за матеріалами кримінальної справи архіву колишнього КДБ УРСР, гриф «таємно» було знято). Повністю визнав свою провину перед Радянською владою, а також написав свою біографію, у якій згадав про свої «неприязні стосунки до особи Миколи 2 та його оточення». Був засуджений до 5 років обмеження волі за КК УРСР, але позбавленню волі не піддавався та був висланий до Луганська, де працював лікарем. Такі самі обмеження були накладені й на його сина Миколу, який перебував на виправних роботах у Харкові на одному з будівництв. Очевидно, Деревенко повернувся до Дніпропетровська після заслання.
У 2003 році, незадовго до смерті, у своєму єдиному інтерв'ю, син В. М. Деревенко Микола повідомив, що його батько помер навесні 1936 року в Дніпропетровську і був похований на Севастопольському цвинтарі, який не зберігся.

## Реабілітація
16 жовтня 2009 року Генеральна прокуратура Російської Федерації ухвалила рішення про реабілітацію 52 наближених до царської сім'ї, які зазнали репресій, у тому числі В. М. Деревенка.

## Родина
- Брат — Леонід Миколайович Деревенко (6 [18] серпня 1881 — 17 липня 1942), доктор медицини, молодший ординатор Царськосільського госпіталю (1913—1918), головлікар лазарету при Громаді сестер милосердя Червоного Хреста (1914—1918); із 1918 — лікар Кишинівської «заразної» лікарні (згодом Інфекційна лікарня імені Т. Чорбе); у 1930-ті мав приватну медичну практику в Кишиневі[9].
- Син — Микола Володимирович Деревенко (1906—2003), вихованець царськосільської імператорської гімназії. Друг Олексія Миколайовича. Емігрував[10]. Мешкав у США[11]і, згідно з фільмом НТВ 2016 року, помер у Бразилії[12].